# George Francis Hamilton
Lord George Francis Hamilton (Dublino, 17 dicembre 1845 – Exeter, 22 settembre 1927) è stato un nobile, militare e politico britannico.

## Biografia
Figlio di James Hamilton, I duca di Abercorn, e Lady Louisa Jane Russell, era cugino di secondo grado di Charles Vane-Tempest-Steward, VI marchese di Londonderry.

## Carriera militare
Egli fu educato alla Harrow School e prestò servizio nelle Rifle Brigade nell'ultimo anno della Guerra di Crimea e nel 1875 partecipò alla repressione di alcune rivolte anti colonialiste scoppiate nel Bhutan e in Afghanistan con il grado di colonnello.

## Carriera politica
Fu deputato per Middlesex tra il 1868 e il 1885 e per Ealing tra il 1885 e il 1906. Come membro conservatore del parlamento, appoggiò la politica Disraeli e fu Lord I Ammiraglio d'Inghilterra e Governatore dell'India. Nel 1903 è stato nominato Cavaliere dell'Ordine della Stella d'India. Nel 1916 ha fatto parte della Commissione d'inchiesta Mesopotamia.

## Matrimonio
Sposò, il 28 novembre 1871, Lady Maud Caroline Lascelles, figlia di Henry Lascelles, III conte di Harewood, ebbero tre figli:
- Ronald James Hamilton (1872-1958), sposò Florence Marguerite Hanna, ebbero una figlia;
- Anthony George Hamilton (1874-1936);
- Robert Cecil Hamilton (1882-1947), sposò Edith Maud Paley, non ebbero figli.

## Morte
Morì il 22 settembre 1927, all'età di 81 anni.

## Ascendenza
|                                    |                                        |                                     | Genitori                                   |  |  | Nonni |  |  | Bisnonni                              |  |  | Trisnonni     |  |
|                                    |                                        |                                     |                                            |  |  |       |  |  | John Hamilton, I marchese di Abercorn |  |  | John Hamilton |  |
|                                    |                                        |                                     |                                            |  |  |       |  |  | John Hamilton, I marchese di Abercorn |  |  | John Hamilton |  |
|                                    |                                        | Harriet Craggs                      |                                            |  |  |       |  |  | John Hamilton, I marchese di Abercorn |  |  |               |  |
| James Hamilton, visconte Hamilton  |                                        |                                     |                                            |  |  |       |  |  | John Hamilton, I marchese di Abercorn |  |  |               |  |
|                                    |                                        | Catherine Copley                    | Joseph Copley, I baronetto                 |  |  |       |  |  |                                       |  |  |               |  |
|                                    |                                        | Catherine Copley                    | Joseph Copley, I baronetto                 |  |  |       |  |  |                                       |  |  |               |  |
|                                    |                                        | Catherine Copley                    | Mary Buller                                |  |  |       |  |  |                                       |  |  |               |  |
| James Hamilton, I duca di Abercorn |                                        | Catherine Copley                    |                                            |  |  |       |  |  |                                       |  |  |               |  |
|                                    |                                        | John Douglas                        | James Douglas, XIV conte di Morton         |  |  |       |  |  |                                       |  |  |               |  |
|                                    |                                        | John Douglas                        | James Douglas, XIV conte di Morton         |  |  |       |  |  |                                       |  |  |               |  |
|                                    |                                        | John Douglas                        | Bridget Heathcote                          |  |  |       |  |  |                                       |  |  |               |  |
| Harriet Douglas                    |                                        | John Douglas                        |                                            |  |  |       |  |  |                                       |  |  |               |  |
|                                    |                                        | Frances Lascelles                   | Edward Lascelles, I conte di Harewood      |  |  |       |  |  |                                       |  |  |               |  |
|                                    |                                        | Frances Lascelles                   | Edward Lascelles, I conte di Harewood      |  |  |       |  |  |                                       |  |  |               |  |
|                                    |                                        | Frances Lascelles                   | Anne Chaloner                              |  |  |       |  |  |                                       |  |  |               |  |
| George Francis Hamilton            |                                        | Frances Lascelles                   |                                            |  |  |       |  |  |                                       |  |  |               |  |
|                                    | Francis Russell, marchese di Tavistock | John Russell, IV duca di Bedford    |                                            |  |  |       |  |  |                                       |  |  |               |  |
|                                    | Francis Russell, marchese di Tavistock | John Russell, IV duca di Bedford    |                                            |  |  |       |  |  |                                       |  |  |               |  |
|                                    | Francis Russell, marchese di Tavistock | Gertrude Leveson-Gower              |                                            |  |  |       |  |  |                                       |  |  |               |  |
| John Russell, VI duca di Bedford   | Francis Russell, marchese di Tavistock |                                     |                                            |  |  |       |  |  |                                       |  |  |               |  |
|                                    |                                        | Elizabeth van Keppel                | Willem van Keppel, II conte di Albemarle   |  |  |       |  |  |                                       |  |  |               |  |
|                                    |                                        | Elizabeth van Keppel                | Willem van Keppel, II conte di Albemarle   |  |  |       |  |  |                                       |  |  |               |  |
|                                    |                                        | Elizabeth van Keppel                | Anne Lennox                                |  |  |       |  |  |                                       |  |  |               |  |
| Louisa Jane Russell                |                                        | Elizabeth van Keppel                |                                            |  |  |       |  |  |                                       |  |  |               |  |
|                                    |                                        | Alexander Gordon, IV duca di Gordon | Cosmo Gordon, III duca di Gordon           |  |  |       |  |  |                                       |  |  |               |  |
|                                    |                                        | Alexander Gordon, IV duca di Gordon | Cosmo Gordon, III duca di Gordon           |  |  |       |  |  |                                       |  |  |               |  |
|                                    |                                        | Alexander Gordon, IV duca di Gordon | Catherine Gordon                           |  |  |       |  |  |                                       |  |  |               |  |
| Georgiana Gordon                   |                                        | Alexander Gordon, IV duca di Gordon |                                            |  |  |       |  |  |                                       |  |  |               |  |
|                                    |                                        | Jane Maxwell                        | William Maxwell, III baronetto di Monreith |  |  |       |  |  |                                       |  |  |               |  |
|                                    |                                        | Jane Maxwell                        | William Maxwell, III baronetto di Monreith |  |  |       |  |  |                                       |  |  |               |  |
|                                    |                                        | Jane Maxwell                        | Magdalena Blair                            |  |  |       |  |  |                                       |  |  |               |  |
|                                    |                                        | Jane Maxwell                        |                                            |  |  |       |  |  |                                       |  |  |               |  |